# Матиев-Мельник, Николай
Николай Матиев-Мельник (в действительности — Николай Матеевич Мельник; 11 декабря 1890, городок Яблунив Коломыйского уезда, теперь пгт Яблонов Косовского района Ивано-Франковской области — 28 сентября 1947, Нью-Хейвен, США) — украинский писатель

 и журналист.

## Биографические сведения
Окончил гимназию в Коломые, учился в Львовском, Черновицком, Венском университетах. В мае 1915 года мобилизован в австрийскую армию. Летом 1915 года прибыл в город Фойтсберг в Штирии (Австрия) и направлен в старшинскую школу, но по доносу арестован и обвинен в измене императору и Австрии, в пропаганде идей отключения Галиции от Австрии. В феврале 1916 года освобожден из заключения и направлен в запас 55-го пехотного полка, откуда попал на фронт. Летом 1918 года с ранением вернулся домой и поступил в легион УСС, а затем в составе УГА участвовал в освободительной борьбе украинского народа.
На фронтах освободительной войны написал, в частности, стихотворения «Журавли» (Жванец, 16 июля 1919 года), «И падёт в прах Иерихон…» (Староконстантинов, 1919 год), «Дефиляда»(Проскуров, 28 июля 1921 года), рассказы «И стучала земля»(Каменец-Подольский, 1919 год).
Участник боев в «Четырёхугольнике смерти». После завершения освободительной войны вернулся домой.
В 1927 году переехал в Львов. Учительствовал в гимназиях Чорткова, Станислава, Львова, преподавал в учительской семинарии украинского педагогического общества во Львове, с 1928 года во Львовской частной гимназии сестер-василианок и других частных средних учебных заведениях. Женился в 1928 году.
В сентябре 1940 года принят в Союз советских писателей Украины. Перешел на работу в институт советской торговли.
Во время войны покинул Украину, впоследствии переехал в США.

## Творчество
Первые издания:
- Поэма «На реках вавилонских» (Коломыя, 1921),
- Сборник рассказов «По ту сторону плотины» (Коломыя, 1922).

Сборники новелл во львовских издательствах:
- «За родное гнездо» (1927),
- «Сквозь дым и гарь» (1928),
- «На черной дороге» (1930).

Перепев «Слова о полку Игореве»: «Слово о полку Игореве. Украинский рыцарский эпос княжеских времен» (1936).
Посмертный сборник стихов «Горит мой мир» (Филадельфия, 1951).
Псевдонимы: Николай Яблунивский, Николай Лебединский, Николай Горный, Богдан Вестовой, Богдан Черногор и др.